# Mondglobus

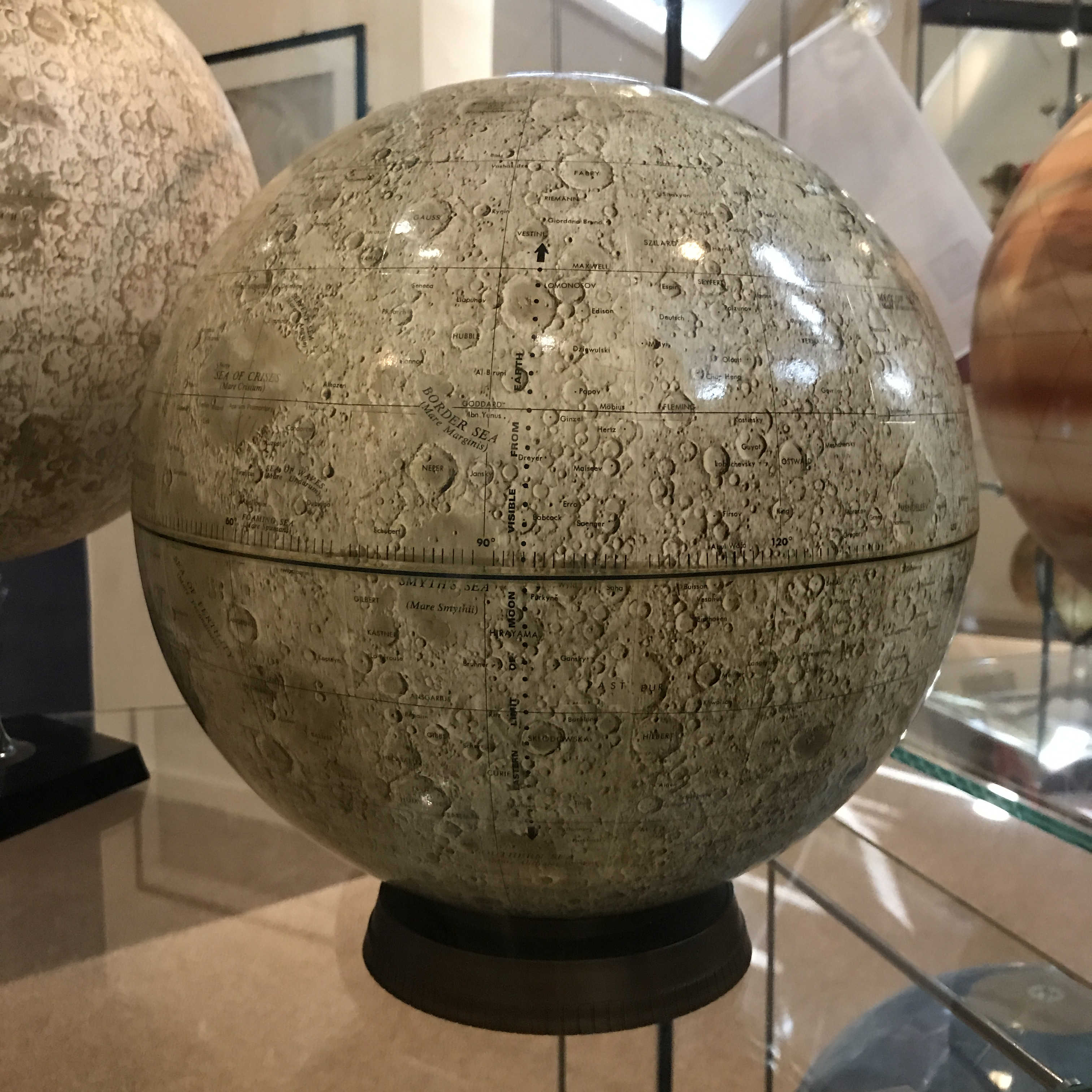
Moderner Mondglobus (etwa 1980) im Whipple Museum of the History of Science, University of Cambridge

Ein Mondglobus ist ein Globus des Erdmondes. Die Strukturen der Oberfläche, bestehend aus Hochländern (Terrae), Becken (Maria), Kratern, Gräben und Rillen, werden dargestellt – bei manchen Ausführungen auch im Relief.

## Geschichte
Mit der Erfindung des Fernrohres begann Anfang des 17. Jahrhunderts die genauere Erkundung des Mondes. Es wurden zunehmend detailliertere Zeichnungen seiner Oberfläche möglich. Dabei konnte aufgrund der gebundenen Rotation des Mondes zunächst nur die von der Erde aus sichtbare Seite beschrieben werden. Erst mit dem Beginn der Raumfahrt entstanden ab 1959 Bilder der Rückseite des Mondes.
Im Jahr 1647 machte sich der Danziger Astronom Johannes Hevelius Gedanken zu einer plastischen Darstellung der neu gewonnenen Eindrücke von der Mondoberfläche. Ob der in seiner Schrift Selenographia abgebildete Mondglobus realisiert wurde, ist nicht bekannt. Christopher Wren, britischer Astronom und Architekt, fertigte 1661 einen Mondglobus für König Karl II., der sich lange in dessen Privatkabinett befand. Die Pläne des deutschen Astronomen Tobias Mayer, ab 1748 in großer Zahl Mondgloben zu fertigen, wurden am Ende nicht realisiert.
Die ältesten erhaltenen Mondgloben wurden von dem Maler John Russell Ende des 18. Jahrhunderts geschaffen. Sie wurden aus Holz gefertigt und mit Zeichnungen der Mondoberfläche beklebt, teils auch plastisch gearbeitet. Die Globen haben eine Einrichtung zum Vorführen der Libration in der Breite und auch in der Länge mittels zweier verzahnter Segmente auf der Rückseite und sollten andere Astronomen bei ihrer Arbeit unterstützen.

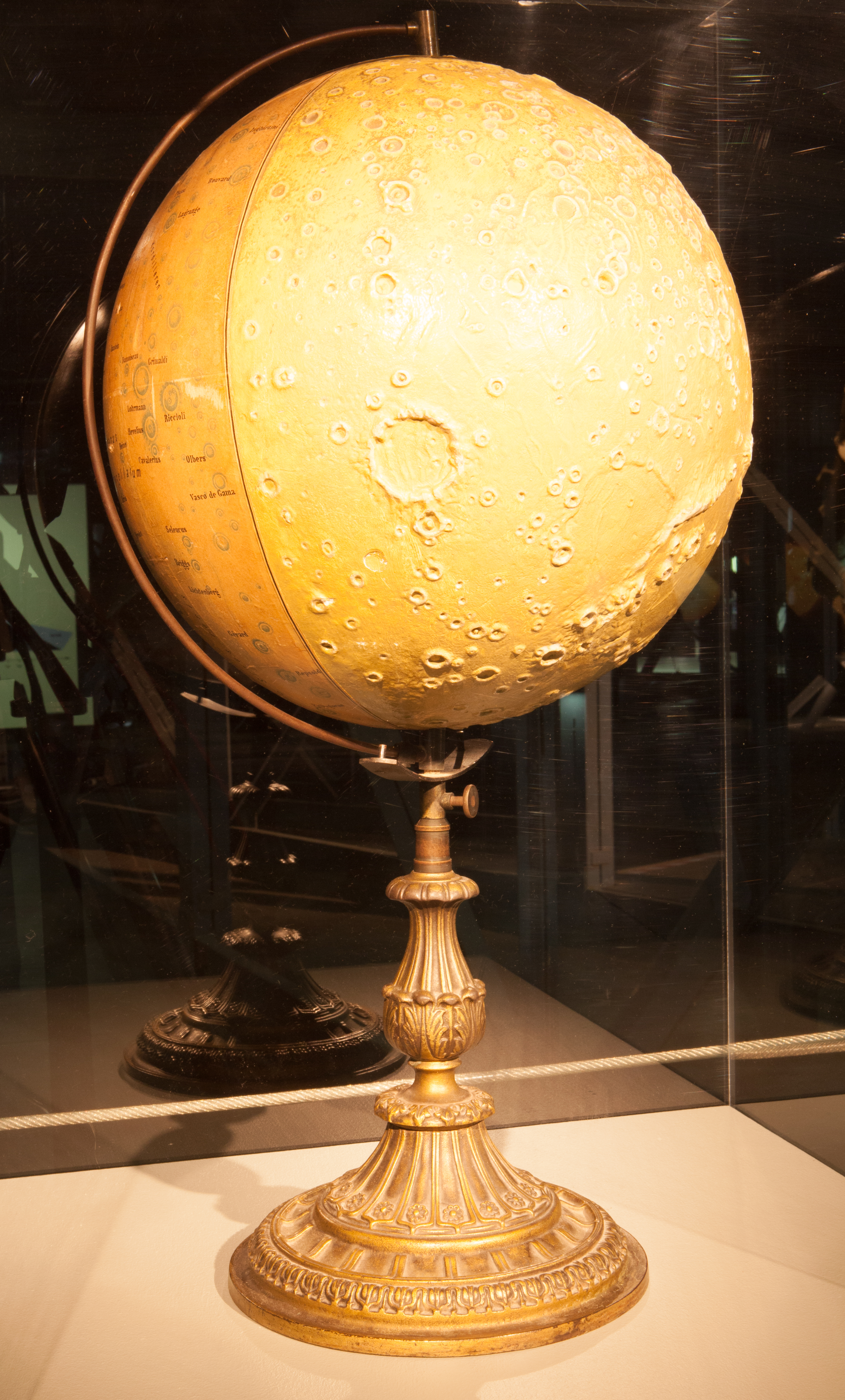
Mondglobus, links die sichtbare Seite des Mondes mit den Namen der Strukturen, rechts seine Rückseite im Relief

Aufgrund eigener Beobachtungen mit einem Fraunhofer-Refraktor und auf der Grundlage der 1834 erschienenen Mappa Selenographica gelang  Wilhelmine Witte 1839 als Erster ein Mondglobus, der in guter Präzision die Strukturen der Mondoberfläche sowohl plastisch als auch koloriert darstellte. Er wurde auf Versammlungen prominenter Naturwissenschaftler u. a. in Berlin vorgestellt. Eine verbesserte Version ihres Mondglobus präsentierte John Herschel 1845 in Cambridge der Society for the Advancement of Science.
Der Wiener Kartograph Josef Riedl von Leuenstern (1786–1856) fertigte 1849 erstmals Mondgloben in großer Stückzahl an. Der Mondglobus, den Johann Friedrich Julius Schmidt 1849 in Zusammenarbeit mit dem Konservator des Naturwissenschaftlichen Museums in Bonn, Thomas Dickert, erarbeitete, zeigte im Maßstab 1:600.000 etwa 70.000 Objekte.
In der Folgezeit wurden viele weitere Mondgloben von Wissenschaftlern und auch Amateuren geschaffen, teils Einzelobjekte, teils für den Verkauf gedachte größere Auflagen bis hin zu industriell gefertigten Mondgloben im 20. Jahrhundert.
Ab 1959 konnten die Aufnahmen der Raumsonde Luna 3 und folgender Mondmissionen für die Erstellung von Mondgloben verwendet werden, nun einschließlich der Mondrückseite. Unter der Leitung des sowjetischen Astronomen Juri Naumowitsch Lipski wurde bis 1977 die erste Gesamtkarte des Mondes erstellt und auch ein entsprechender Mondglobus gefertigt.

## Sammlungen und Forschung
Es bestehen zahlreiche Sammlungen von Globen, darunter auch Mondgloben, u. a. im Globenmuseum in Wien und im National Maritime Museum, Greenwich.
Die Internationale Coronelli-Gesellschaft für Globenkunde widmet sich der historischen Erforschung der Globen und gibt eine Fachzeitschrift zur Thematik heraus (Der Globusfreund).

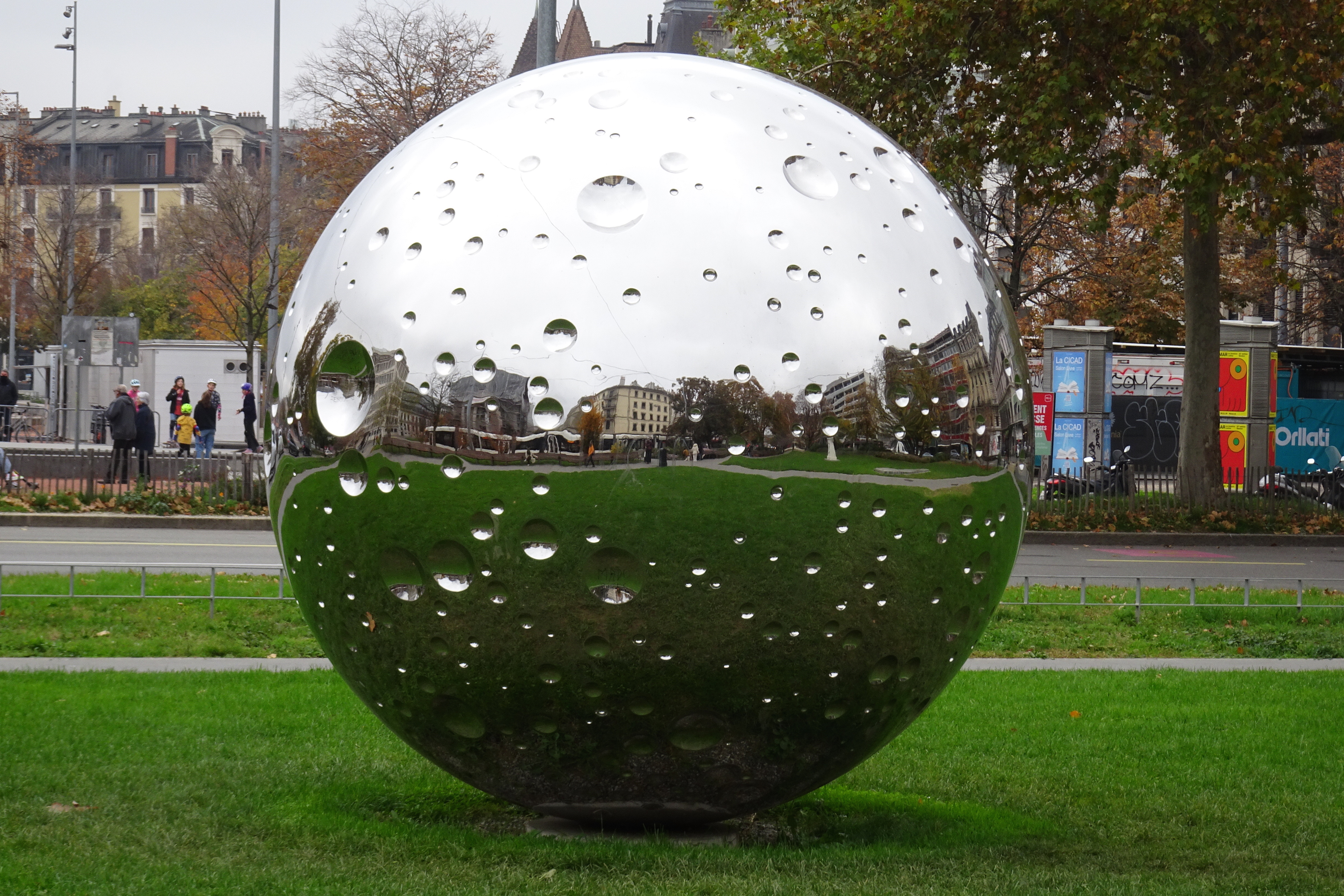
Not Vital: Moon, Genf 2019

## Bildende Kunst
Skulpturen des Mondes von bildenden Künstlern, nicht unbedingt in astronomisch richtiger Darstellung, befinden sich etwa in
- Genf – Not Vital: Moon, 2019.[8]
- Aschersleben – Moritz Götze: Mond, 2010.[9]
- Bremen – Hans-Joachim Lührs: Lunaphase, 2006.[10]